# 1120 років м. Ужгороду (срібна монета)
«1120 ро́ків м. У́жгороду» — ювілейна монета зі срібла номіналом 10 гривень, випущена Національним банком України. Присвячена адміністративному центру Закарпатської області — Ужгороду, мальовничому місту, розташованому на берегах річки Уж, яке виникло як фортеця та було свідком багатьох історичних подій у Закарпатті.
Монету введено до обігу 25 грудня 2013 року. Вона належить до серії «Стародавні міста України».

## Опис монети та характеристики
| Номінал грн. | Метал           | Маса, г      | Діаметр, мм | Якість виготовлення | Гурт                           | Тираж, штук |
| ------------ | --------------- | ------------ | ----------- | ------------------- | ------------------------------ | ----------- |
| 10           | срібло (Ag 925) | 31,1 / 33,62 | 38,6        | пруф                | гладкий із заглибленим написом | 2 000       |

### Аверс
На аверсі монети розміщено: угорі малий Державний Герб України, напис півколом "НАЦІОНАЛЬНИЙ БАНК УКРАЇНИ; під гербом на стрічці напис — «УЖГОРОДСЬКИЙ ЗАМОК»; у центрі зображено Ужгородський замок, обнесений захисним муром, на тлі якого гілочка сакури; ліворуч — рік карбування монети «2013»; унизу на дзеркальному тлі — номінал «ДЕСЯТЬ ГРИВЕНЬ».

### Реверс
На реверсі монет на дзеркальному тлі зображено панораму міста та пішохідний міст через річку Уж в обрамленні гілок сакури; угорі ліворуч — герб Ужгорода; унизу розміщено напис: «1120»/«РОКІВ УЖГОРОД».

## Автори

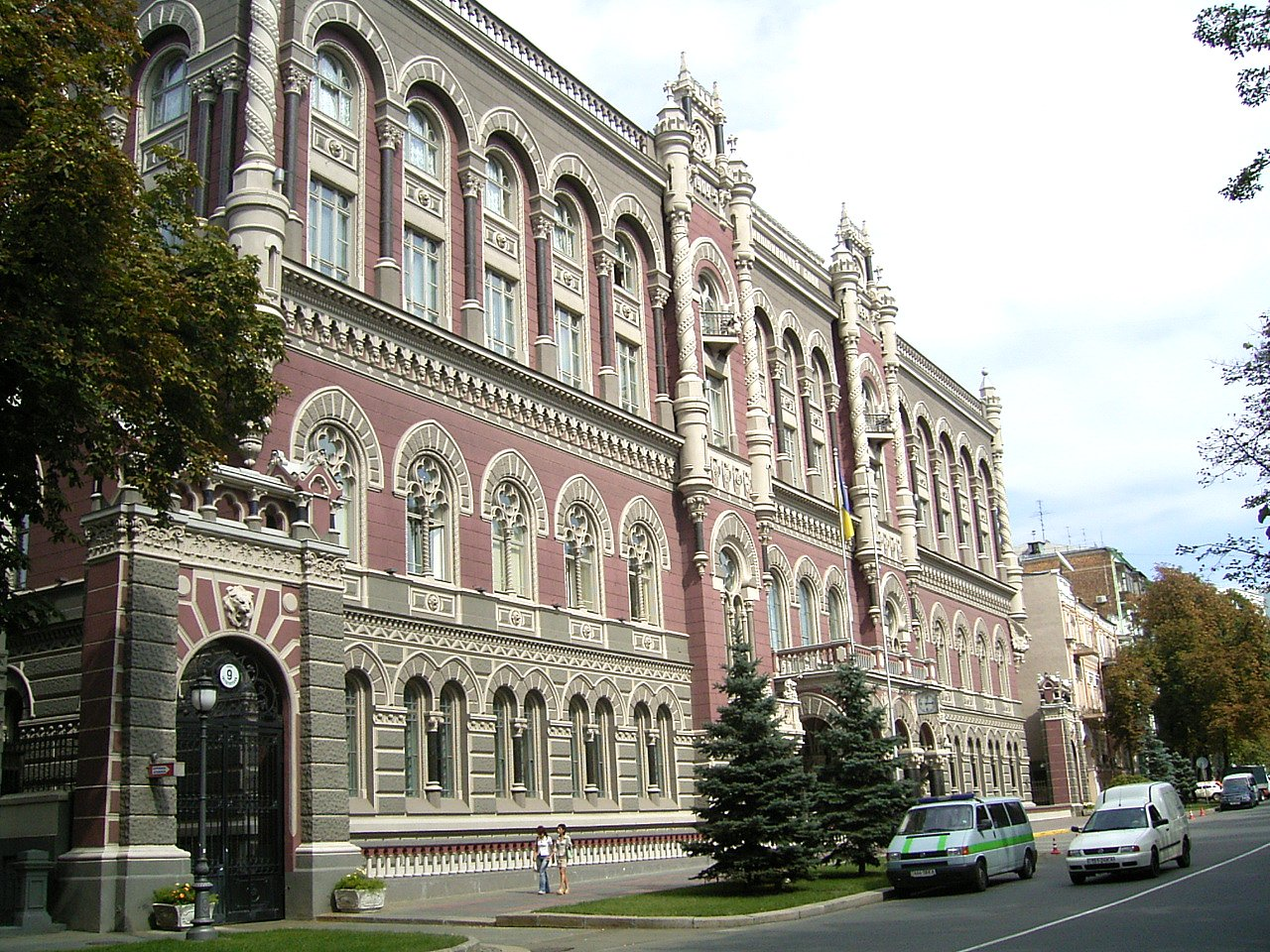
Будівля Національного банку України

- Художники: Марія Скоблікова, Олександр Кузьмін.
- Скульптори: Володимир Атаманчук, Володимир Дем'яненко.

## Вартість монети
Ціна монети — 960 гривень, була вказана на сайті Національного банку України 2016 року.
Фактична приблизна вартість монети, з роками змінювалася так:
| Рік        | 2014 | 2015 | 2016  | 2017  | 2018  | 2019  | 2020  | 2021  | 2022  | 2023  | 2024  | 2025  |
| ---------- | ---- | ---- | ----- | ----- | ----- | ----- | ----- | ----- | ----- | ----- | ----- | ----- |
| Ціна, грн. | 730  | 800  | 1 800 | 2 600 | 2 700 | 2 300 | 1 550 | 1 900 | 2 000 | 2 200 | 6 500 | 5 700 |